# Tunturijärvi, Norrbotten
Tunturijärvi är en sjö i Pajala kommun i Norrbotten och ingår i Torneälvens huvudavrinningsområde.